# Jean Gaschard
Jean Célestin Louis Gaschard (Arvert, 24 avril 1850 - Paris, 22 mai 1921), est un officier de marine français.

## Biographie
Il entre à l'École navale en octobre 1867 et en sort aspirant de 2e classe en août 1869. Aspirant de 1re classe (août 1870), il sert sur le vaisseau mixte Jean Bart. 
Enseigne de vaisseau (mars 1873), il prend part à une campagne à la division de la Manche sur la frégate Virginie et en escadre d'évolutions sur le cuirassé Colbert. 
Lieutenant de vaisseau (octobre 1880), il est breveté canonnier en 1881. 
En 1886, il publie une étude sur la compensation des compas. Il commande de 1887 à 1889 la canonnière Arquebuse au Tonkin et obtient un témoignage de satisfaction pour sa lutte contre les pirates du Delta. En 1890, il est envoyé en escadre et sert d'officier d’ordonnance du ministre de 1891 à 1894. 
Capitaine de frégate (juillet 1895), chef d'état-major de la 2e division de l'escadre du Nord sur la Victorieuse (1895), il est le commandant de l'aviso-torpilleur Lévrier en Méditerranée en 1897-1898. 
Promu capitaine de vaisseau en juin 1900, il supervise la construction du croiseur cuirassé Jurien de la Gravière dont il prend le commandement. 
Chef d'état-major de l’escadre du Nord (1903), membre du Comité technique (1906), il est nommé contre-amiral en mai 1907 ainsi que directeur de l’École supérieure de marine. 
En 1909, il commande une division de la 1re escadre puis, en 1911, d'une division de la 2e escadre. Promu vice-amiral en décembre 1911, il dirige les services de la flotte en 1912 et est nommé inspecteur permanent des écoles et des dépôts. Il prend sa retraite en avril 1915. 

## Récompenses et distinctions
- Chevalier (24 novembre 1885), officier (24 décembre 1899), commandeur (24 avril 1911) puis grand officier de la Légion d'honneur (30 juillet 1914).